# Shirley Jean Rickert
Pour les articles homonymes, voir Rickert.
Shirley Jean Rickert  est une actrice américaine, née à Seattle dans l’État de Washington, le 25 mars 1926, et décédée à Saratoga Springs dans l’État de New York, le 6 février 2009. 

## Biographie
Gagnante d’un concours de beauté dès l’âge d’un an et demi, sa mère décide de faire de Shirley une enfant star et déménage à Hollywood. 
En 1930, elle tourne son premier film  How's My Baby? avec Monte Collins et T. Roy Barnes. Après un entretien avec le producteur Hal Roach, Shirley incorpore le groupe de chérubins gaffeurs de la série Les Petites Canailles, mais y reste peu de temps.
Elle rejoint les studios Darmour en 1933 pour reprendre le rôle de  Tomboy Taylor dans la série Mickey McGuire tenue jusqu’alors par Delia Bogard.
Au cours des années suivantes, elle exploite son talent de danseuse et tourne dans de nombreux films musicaux dont Mariage royal avec Fred Astaire et Chantons sous la pluie avec Gene Kelly.
Les années 1950 marquent la fin de sa carrière cinématographique ; elle se produit comme strip-teaseuse burlesque en jouant dans des théâtres et des boîtes de nuit, s’installe à Buffalo et devient vendeuse.
Elle décède dans un foyer de Saratoga Springs le 6 février 2009 après une longue maladie.

## Filmographie partielle
- 1930 : How's My Baby?
- 1931 : Bargain Day
- 1931 : Love Business
- 1933 : Danseuse étoile (Stage Mother) de Charles Brabin
- 1934 : Sous le soleil d'Arizona
- 1940 : Five Little Peppers in Trouble
- 1943 : La Ruée sanglante
- 1951 : Mariage royal
- 1952 : Chantons sous la pluie